# Жукув (Любуське воєводство)
Жукув (пол. Żuków, нім. Suckau) — село в Польщі, у гміні Нове Мястечко Новосольського повіту Любуського воєводства.
Населення — 265 осіб (2011).
У 1975-1998 роках село належало до Зеленогурського воєводства.

## Демографія
Демографічна структура станом на 31 березня 2011 року:
|          | Загалом | Допрацездатний вік | Працездатний вік | Постпрацездатний вік |
| -------- | ------- | ------------------ | ---------------- | -------------------- |
| Чоловіки | 133     | 32                 | 92               | 9                    |
| Жінки    | 132     | 26                 | 88               | 18                   |
| Разом    | 265     | 58                 | 180              | 27                   |